# Tomasz Fornal
Tomasz Fornal (ur. 31 sierpnia 1997 w Krakowie) – polski siatkarz, reprezentant Polski, grający na pozycji przyjmującego. 

## Kariera
Swoją przygodę z siatkówką rozpoczął w UKS-ie 22, działającym przy Szkole Podstawowej nr 155 w Krakowie. Później reprezentował barwy Hutnik Dobry Wynik, ucząc się w Gimnazjum nr 46 w Krakowie. Następnie był zawodnikiem młodej PGE Skry Bełchatów, z którą zdobył brązowy medal Mistrzostw Polski Juniorów; w latach 2013–2016 grał jako zawodnik wypożyczony w barwach drużyny Szkoły Mistrzostwa Sportowego w Spale.
Jego brat, Jan, także gra w siatkówkę na pozycji przyjmującego. Syn Marka Fornala (siatkarza) oraz Doroty Fornal (nauczycielki wychowania fizycznego).
Studiuje prywatnie w Radomiu bezpieczeństwo i higienę pracy.
Podczas Gali Polskiej Ligi Siatkówki 2023 został Siatkarzem Sezonu 2022/2023 PlusLigi.
W styczniu 2024 roku w 32. finale Wielkiej Orkiestry Świątecznej Pomocy włączył się w akcję charytatywną. W ramach swojej aukcji zaprosił do Jastrzębia-Zdroju zwycięzcę licytacji, gdzie mógłby wziąć udział w klubowym treningu, a później udać się na kolację z siatkarzem.
W czasie meczów nosi jedną czarną nogawkę, co jest jego rytuałem. Kiedyś nosił dwie, ale w czasie jednego ze spotkań Jastrzębskiego Węgla zapomniał założyć drugą. W meczu tym zaprezentował się z dobrej strony i postanowił, że tak pozostanie.
17 września 2024 roku wystąpił w programie u Kuby Wojewódzkiego.
Pod koniec września 2024 roku na Instagramie siatkarza śledzi ponad 500 tysięcy osób.
Pod koniec grudnia 2024 roku zajął 2. miejsce w plebiscycie Volleyball World.
W 23. kolejce PlusLigi (2024/2025) po wygranym meczu z Treflem Gdańsk w Ergo Arenie w Gdańsku oddał swoją koszulkę i spodenki, podpisując je autografami dla osób niepełnosprawnych.
Od połowy marca 2025 roku reklamuje antyperspirant Rexona.
Podczas Gali Herosi 2025 otrzymał Herosa w kategorii Osobowość.
Od 21 maja 2025 roku został ambasadorem marki odzieżowej 4F.
W latach 2023-2025 spotykał się z influencerką Sylwią Gaczorek.

## Sukcesy klubowe

### młodzieżowe
Mistrzostwa Polski Juniorów:
- 2014

Młoda Liga:
- 2014, 2017

### seniorskie
I liga:
- 2016

Mistrzostwo Polski:
- 2021, 2023[15], 2024[16]
- 2022[17]

Superpuchar Polski:
- 2021, 2022[18]

Liga Mistrzów:
- 2023[19], 2024[20]
- 2025[21]

Puchar Polski:
- 2025[22]

## Sukcesy reprezentacyjne
Międzynarodowy Turniej EEVZA Kadetów:
- 2013

Mistrzostwa Europy Juniorów:
- 2016
- 2014

Mistrzostwa Europy Kadetów:
- 2015[23]

Olimpijski festiwal młodzieży Europy:
- 2015[24]

Mistrzostwa Świata Kadetów:
- 2015[25]

Mistrzostwa Świata Juniorów:
- 2017

Liga Narodów:
- 2023[26], 2025[27]
- 2021
- 2019, 2022[28], 2024[29]

Puchar Świata:
- 2019

Mistrzostwa Europy:
- 2023[30]
- 2021

Mistrzostwa Świata:
- 2022[31]

Igrzyska Olimpijskie:
- 2024[32]

## Nagrody indywidualne
- 2014: Najlepszy przyjmujący Mistrzostw Europy Juniorów[33]
- 2014: Najlepszy zagrywający Mistrzostw Polski Juniorów
- 2017: MVP Młodej Ligi w sezonie 2016/2017
- 2021: MVP Superpucharu Polski
- 2023: MVP sezonu PlusLigi 2022/2023[34]
- 2024: Najlepszy przyjmujący turnieju finałowego Ligi Narodów[35]
- 2024: Najlepszy przyjmujący Memoriału Tomasza Wójtowicza
- 2025: MVP turnieju finałowego Pucharu Polski[36]
- 2025: Najlepszy przyjmujący turnieju finałowego Ligi Mistrzów[37]

## Odznaczenia
- Krzyż Kawalerski Orderu Odrodzenia Polski (2024)[38][39]